# Coleorton
Coleorton – wieś w Anglii, w hrabstwie Leicestershire, w dystrykcie North West Leicestershire. Leży 22 km na północny zachód od miasta Leicester i 164 km na północny zachód od Londynu. Miejscowość liczy 1016 mieszkańców.